# Lorenzo Canozi
Lorenzo Canozio, noto anche come Lorenzo Canozi, Laurentius Canozius, Lorenzo da Lendinara, Lorenzo Genesini o Zanesini (Lendinara, 1425 – Padova, 20 marzo 1477), è stato un intarsiatore, tipografo e pittore italiano.

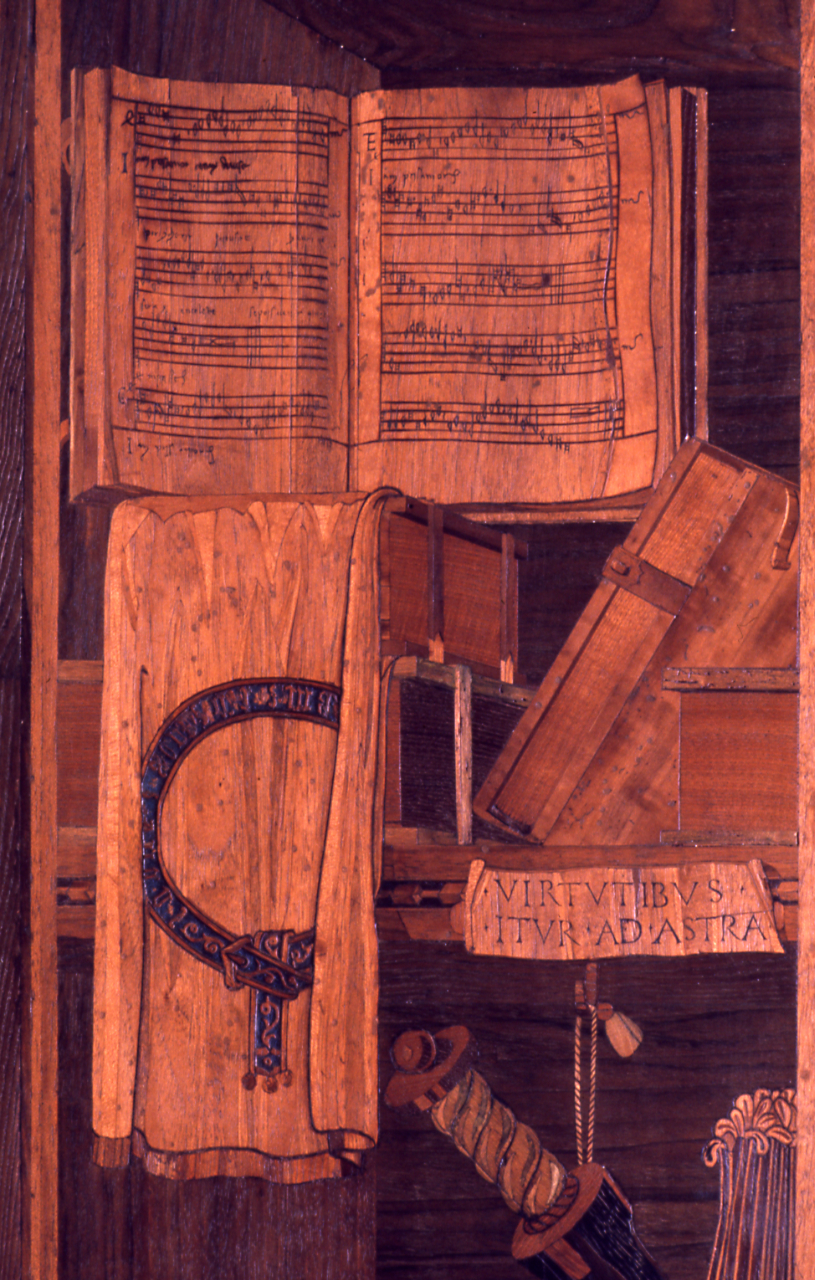
Tarsia del coro del Duomo di Modena, foto di Paolo Monti

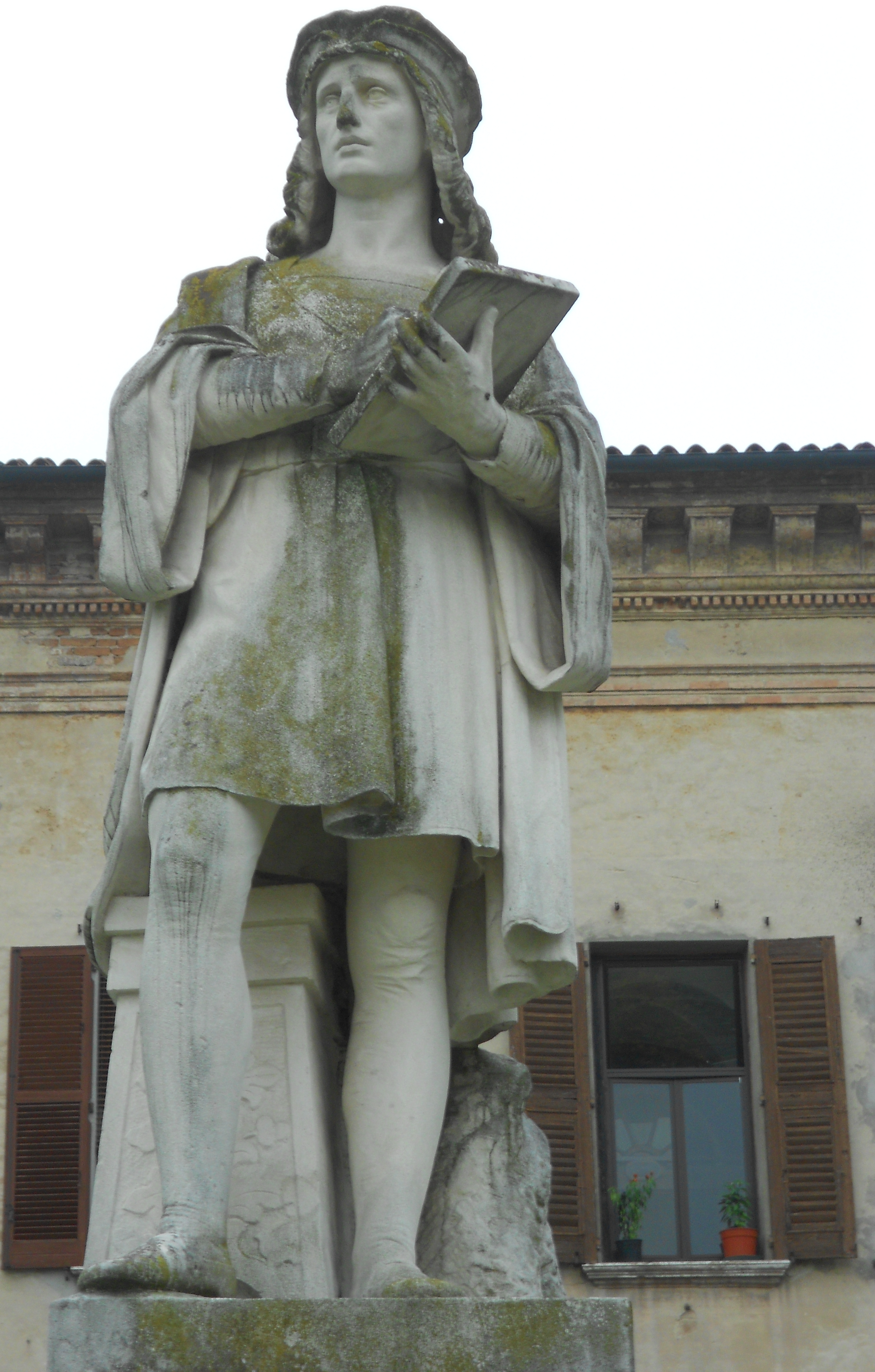
Lorenzo Canozio, Lendinara

Fu uno dei più importanti rappresentanti, insieme al fratello Cristoforo, dell'arte dell'intarsio ligneo del tempo. La loro bottega contribuì alla diffusione di quest'arte nel nord Italia. Le loro opere sono dotate di particolari effetti cromatici grazie alla tecnica di bollitura del legno. Essi erano in contatto diretto con Piero della Francesca.

## Biografia e Opere
Figlio di Andrea Zanesini e Ondaria, Lorenzo Canozi nacque a Lendinara nel 1425.
Proprio a Lendinara si conserva all'interno del Palazzo Comunale nella "sala canoziana" la grata monacale lignea ad intaglio e traforo (1447 ca.) realizzata in stile gotico da Lorenzo e dal fratello Cristoforo. Essa proviene dalla chiesa di Santa Maria Nuova alla Braglia, soppressa nel corso dell'Ottocento.
Alla fase giovanile degli artisti lendinaresi si è soliti attribuire anche ai dossali della sacrestia dei Frari a Venezia.
Nei primi anni, tra il 1449 e il 1453-1454, Lorenzo lavorò a Ferrara insieme al fratello per conto di Leonello d'Este nello studiolo di Belfiore.
Ai due intarsiatori viene attribuita l'esecuzione del coro per la Basilica di San Prospero a Reggio Emilia, negli anni 1457-1458. Non tutto il coro si può ascrivere ai Canozi, le loro parti vennero utilizzate da Cristoforo e Giuseppe de Venetiis per realizzare un coro di più grandi dimensioni.
Dubbi su questa attribuzione vengono dalla realizzazione nel 1458 del pulpito intarsiato per la chiesa di San Francesco a Lendinara. Nella stessa chiesa probabilmente gli artisti lendinaresi realizzarono il nuovo coro. Ma le opere della chiesa andarono disperse nel 1769 con la soppressione del convento.
Un altro pulpito ligneo forse attribuibile ai Canozi è quello del Duomo di Este.
Si ipotizza opera canoziana anche il coro del monastero olivetano di San Giorgio fuori le mura di Ferrara. Questa ipotesi si basa sulla vicinanza stilistica di quest'opera con quelle più mature dei da Lendinara.
Opera la cui attribuzione è certa e che portò alla luce l'arte dei Canozi è lo straordinario coro del Duomo di Modena completato nel 1465, i cui lavori erano iniziati nel 1461. Il coro subì diverse trasformazioni successive nel corso del tempo: inizialmente era posto nel presbiterio anziché nell'abside ed aveva una forma rettilinea diversamente dal semicerchio attuale. Il numero di stalli era maggiore dei 34 attuali come dimostra la presenza di altri pannelli intarsiati all'interno del Duomo. Il coro modenese dimostra l'adesione degli artisti lendinaresi alla nuova scienza della prospettiva e mette in luce il fatto che la tarsia quattrocentesca fu pittura lignea grazie alla vasta gamma luminosa dei legni utilizzati. I legni potevano ottenere altri toni di colore grazie all'immersione in olii bollenti.
Successivamente i due tra il 1462 e il 1469 realizzarono il coro della Basilica del Santo a Padova, che venne quasi totalmente distrutto dall'incendio del 1749. Del coro canoziano rimangono due piccole parti scartate per ragioni di spazio nel Seicento e oggi nel coretto della Cappella di Santa Rosa da Lima.
Dai registri pare ipotizzabile una divisione di responsabilità tra i due artisti in questo periodo: Cristoforo si sarebbe occupato maggiormente dell'opera modenese, mentre Lorenzo di quella padovana.
Completati i lavori a Padova mentre Cristoforo si apprestava a realizzare il coro per la Cattedrale di Parma, Lorenzo si dedicò fin dal 1470 alla stampa, tanto da essere considerato il prototipografo padovano. Sono ormai comunemente riconosciuti come sue opere tipografiche un trattato del medico arabo Mesue e due volumi di Leon Battista Alberti. Tra le sue edizioni hanno grande importanza alcune opere di Aristotele con commento di Averroè: il De anima (1472), la Metaphysica (1473), il De coelo et mundo (1473), il De generatione et corruptione (1474), la Meteorologica (1474), i Parva naturalia e la Physica. Il formato dei volumi è l'in-folio, le carta ed i caratteri tipografici sono di pregio e non è da escludere l'ipotesi che Lorenzo stesso si sia dedicato all'incisione dei caratteri.
In seguito dopo il 1475 Lorenzo Canozi tornò all'attività dell'intarsio. La sua ultima opera fu l'armadio per le reliquie del Santo collocato nella sagrestia della Basilica del Santo a Padova. Il lavoro, incompleto a causa del peggioramento delle condizioni di salute di Lorenzo che lo portarono alla morte, venne completato dal suo fedele discepolo Pierantonio degli Abbati. L'integrità dell'opera venne compromessa da un avventato restauro del 1872.
Lorenzo si impegnò anche nell'arte pittorica come testimonia il Vasari nella Vita di Andrea Mantegna:
(Vasari, Le vite de' più eccellenti pittori, scultori e architettori (1906))
Il 20 marzo 1477 Lorenzo Canozi morì e venne tumulato nel portico del chiostro del Messaggero della Basilica del Santo a Padova.
Nel 1878 fu inaugurato in Lendinara il monumento in suo onore, opera di Natale Sanavio.